# Rue Desgenettes
La rue Desgenettes est une voie du 7e arrondissement de Paris, en France.

## Situation et accès
La rue Desgenettes est une voie publique située dans le 7e arrondissement de Paris. Elle débute au 45, quai d'Orsay et se termine au 144, rue de l'Université.

## Origine du nom

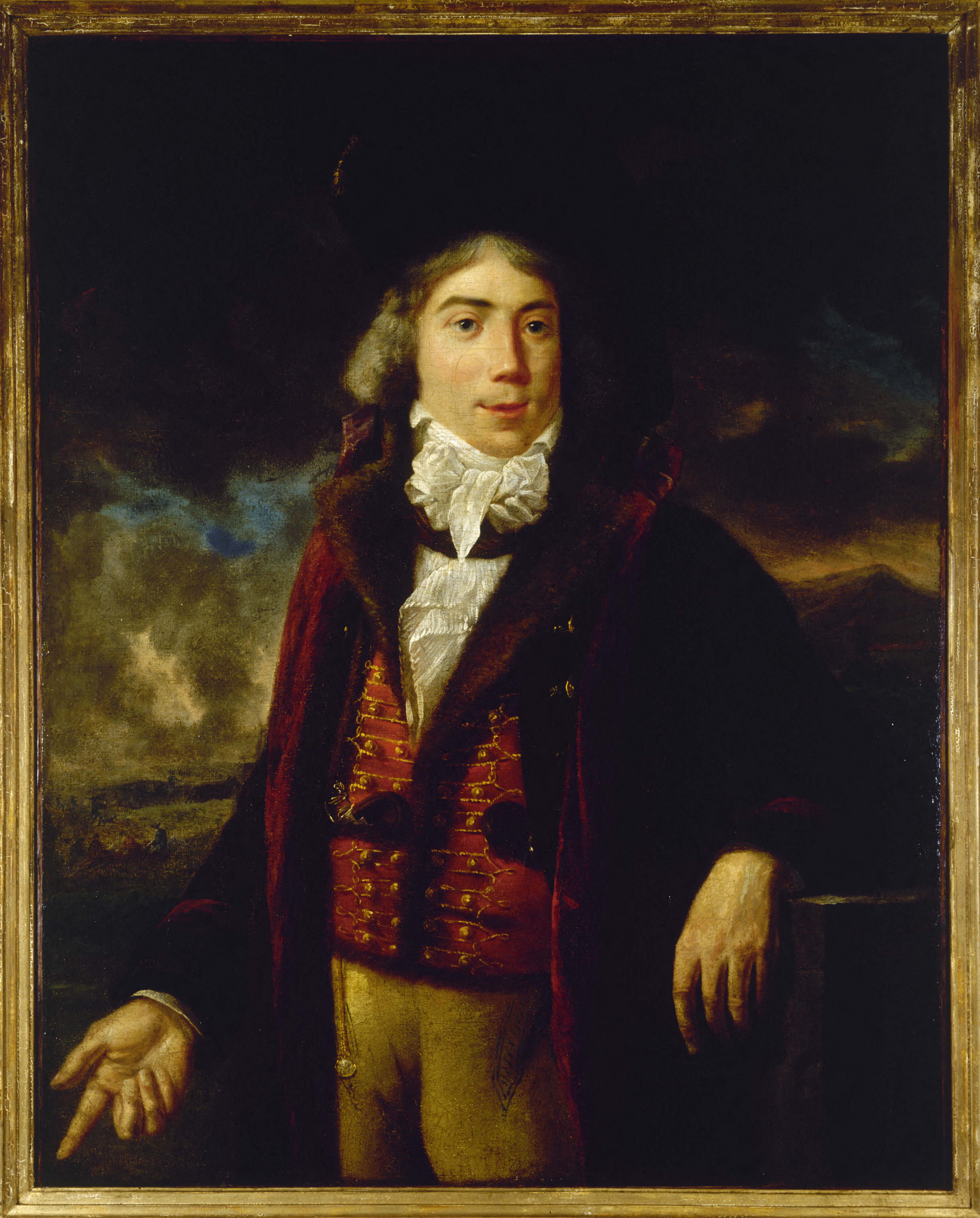
Nicolas René Dufriche, baron Desgenettes.

Elle porte le nom du médecin en chef de l'armée d'Égypte Nicolas René Dufriche, baron Desgenettes (1762-1837).

## Historique
Cette voie initialement indiquée sur le plan de Jaillot de 1770 et dénommée « rue Saint-Nicolas » sur le plan de Verniquet de 1790 et devient par altération « rue Nicolet » avant de prendre sa dénomination actuelle par un arrêté du 10 novembre 1873.

## Bâtiments remarquables et lieux de mémoire
- No 1 : consulat des Émirats arabes unis.